# Жилище судей
Жилище судей (Judges' Lodgings) — здание, расположенное на Уайткросс-стрит в Монмуте, на юго-востоке Уэльса. Это здание XVIII века, с ещё более ранней предысторией, на окраине Сент-Джеймс-сквер. Сперва, в начале XVI века, дом был гостиницей Labour in Vain, примерно до 1756 года. Оно использовалось для проживания судей и присяжных до 1835 года, а также как клуб для сотрудников монмутской милиции в 1870 году. Сегодня это частный дом, коттеджи с современной конюшней. Здание внесено в список культурного наследия Великобритании уровня II, и входит в список зданий Культурного наследия Монмута.

## История
Хотя на этом месте и ранее были здания, первым зарегистрированным домом стала гостиница Labour in Vain в 1756 году, включавшая также солодовню и конюшню. В конце XVIII века она была известна как Сомерсет-Хаус, но в 1822 году называлась по-прежнему Labour in Vain, когда её начали использовать милиционеры Монмута и Брекона как замену Бьюфорт Армс, главной гостиницы города.
Монмутские судьи и присяжные изначально размещались в Шир Холле; там, в частности, был проведён суд над чартистами, на котором Джон Фрост и два других лидера ньюпортских протестов в 1840 году были приговорены к смерти. «Респектабельное» общество и власть имущие боялись чартизма или даже предоставления любой политической власти низшим классам, и для защиты, в том числе от крамолы, в гостинице Белый лебедь была размещена милиция.
В 1926 году здание стало мотогаражом. Долгое время оно было закрытым клубом, а потом, в 1970-х годах, вновь стало частным домом
.